# Blew
Blew é uma canção e também de um EP da banda grunge Nirvana.

## Canções
"Blew" foi composta em 1988 pelo líder do Nirvana, Kurt Cobain. A canção foi gravada em dezembro de 1988 e, inicialmente, apareceu como a primeira faixa do álbum de estreia da banda, Bleach, de 1989. "Blew" foi uma das poucas canções da era Bleach que permaneceram no repertório ao vivo da banda ao longo de sua trajetória, tendo sido tocada, inclusive, em seu último show, no dia 1º de março de 1994, em Munique, Alemanha.
A versão de "Love Buzz" é a mesma do álbum Bleach, cuja mixagem é diferente da versão do single anteriormente lançado pela Sub Pop em vinil de 7''. No entanto, a versão britânica de Bleach não continha "Love Buzz", tendo sido substituída por "Big Cheese". Portanto, o EP marca o primeiro lançamento de "Love Buzz" no Reino Unido.
Outras duas canções foram gravadas especificamente para este lançamento, em sessões ocorridas em setembro de 1989, no Music Source Studios, em Seattle, Washington (EUA), e eram, portanto, inéditas: "Been a Son" e "Stain".
A versão de "Been a Son" gravada para o EP não é a mesma que aparece posteriormente na coletânea Incesticide. Dentre as diferenças, essa primeira versão do EP tem o ritmo mais lento, entonação diferente da voz de Kurt Cobain e, ainda, um solo de baixo mais destacado, feito por Krist Novoselic; contava também com Chad Channing na bateria. Esta versão ficou restrita ao EP britânico e não teve um lançamento mundial até 2002, quando foi incluída no álbum de grandes sucessos da banda intitulado Nirvana.

"Stain" conta com vocais e guitarras duplas. A canção teve lançamento restrito no EP britânico até ser posteriormente incluída na coletânea Incesticide, lançada em 1992.
| Críticas profissionais                                                      | Críticas profissionais |
| Avaliações da crítica                                                       | Avaliações da crítica  |
| Fonte                                                                       | Avaliação              |
| --------------------------------------------------------------------------- | ---------------------- |
| Allmusic                                                                    | [ 1 ]                  |
| Esta tabela precisa de ser acompanhada por texto em prosa. Consulte o guia. |                        |

## Lançamento
O EP Blew foi lançado em dezembro de 1989 pela Tupelo Records em vinil de 12" e em CD. O lançamento do EP foi originalmente destinado para promover a iminente turnê europeia do álbum Bleach do Nirvana, mas o projeto foi descartado e o EP acabou sendo lançado exclusivamente no Reino Unido, logo após ter sido concluído.
Por ter sido lançado somente no Reino Unido, tornou-se difícil de obtê-lo alhures. Tanto do vinil quanto do CD existem cópias falsificadas, e as cópias falsas do vinil tem cores variadas, havendo até mesmo um picture disc (o disco oficial de 12" foi prensado somente em vinil preto).

## Faixas
Todas as canções compostas por Kurt Cobain, exceto onde indicado:
Lado A
| N.º | Título      | Compositor(es)     | Duração |  |
| 1.  | "Blew"      |                    | 2:56    |  |
| 2.  | "Love Buzz" | Robbie van Leeuwen | 3:36    |  |

Lado B
| N.º | Título       | Duração |  |
| 1.  | "Been A Son" | 2:22    |  |
| 2.  | "Stain"      | 2:39    |  |

Notas:
- "Blew" previamente lançada no álbum Bleach
- "Love Buzz" previamente lançada na versão original de Bleach; mas não integrava a versão britânica do álbum, em que fora substituída por "Big Cheese"
- "Been a Son" foi posteriormente lançada na coletânea Nirvana, e uma versão diferente aparece no álbum Incesticide
- "Stain" foi posteriormente lançada no álbum Incesticide

## Outras versões da canção "Blew"
- Uma versão ao vivo, executada no Paradiso Club em Amsterdã, Holanda, em 1991, foi lançada no álbum From the Muddy Banks of the Wishkah, em 1996.
- Imagens de vídeo da performance supracitada apareceram posteriormente no relançamento de Live! Tonight! Sold Out!! em DVD, em 2006
- Uma performance ao vivo da canção, do Reading Festival de 1992, foi lançada no CD e DVD Live at Reading, em 2009
- Outra performance ao vivo, gravada em 9 de fevereiro de 1990 no Pine Street Theatre, em Portland, Oregon, aparece, com o resto do concerto, como a última faixa da reedição deluxe comemorativa do 20º aniversário do álbum de estreia do Nirvana, Bleach, em 2009.
- Outra performance ao vivo aparece no video Live at the Paramount, lançado em 2011.

## Ficha Técnica
Nirvana
- Kurt Cobain - voz, guitarra
- Krist Novoselic - baixo
- Chad Channing - bateria

Produção
- Jack Endino – produtor de "Blew" e "Love Buzz"
- Steve Fisk – produtor de "Been a Son" e "Stain"